# Ice-Watch
Ice-Watch est une marque horlogère belge créée en 2006 par Jean-Pierre Lutgen.

## Historique
La marque Ice-Watch est créée en Belgique en décembre 2006 par l'entrepreneur belge, Jean-Pierre Lutgen. À l’époque, il dirige à Bastogne une société active dans les objets promotionnels (bracelets colorés en silicone...). À la suite de nombreux voyages en Asie, il développe un réseau de partenaires. Sans trésorerie, Lutgen convainc des distributeurs de préfinancer une partie de la production de montres colorées,,.
Selon le journal Le Figaro, les ventes de la marque Ice-Watch décollent « après sa première foire de Bâle en 2009 ».
Après avoir annulé un accord de « co-existence » signé en 2008, le concurrent Swatch Group et Ice-Watch s'opposent en justice au début des années 2010 ainsi que dans des points de vente,.
En mars 2014, l'entreprise rachète la marque de luxe horlogère « Swiss Made » d’origine française Patton. Le même mois, Ice-Watch début la vente de deux smartphones et une tablette aux couleurs vives,.
En 2021, Ice-Watch commercialise une montre solaire, l'ICE Solar Power, dont les capteurs solaires placés sur les côtés permettent de multiplier les couleurs sur le cadran.
En avril 2023, Ice-Watch commercialise une montre connectée, l'ICE smart one à moins de 100 €. La montre connectée, compatible avec iOS et Android, dispose d'un écran tactile TFT de 1,85 pouces, d'une mémoire interne de 64 Mo et offre une autonomie de 3 à 5 jours. Elle propose de nombreuses applications permettant de suivre la météo, lire les messages, ainsi que de suivre son sommeil, sa forme physique et son bien-être.
En 2024, Ice-Watch introduit l'ICE Ring, une bague connectée dotée de multiples capteurs permettant d'analyser la condition physique et la qualité du sommeil.

## Activités
Les montres Ice-Watch sont, en 2014, présentes dans plus de 85 pays, dans 7 000 magasins, et se placent parmi les meilleures ventes mondiales avec 120 millions d’euros de chiffre d’affaires pour l'année 2012.
|                                          | 2011 | 2012 | 2013 |  | 2017 |
| ---------------------------------------- | ---- | ---- | ---- |  | ---- |
| Chiffre d'affaires (en millions d'euros) | 323  | 120  | 70   |  | 42   |
| Nombre d'employés                        | 40   |      |      |  |      |

### Produits
La marque est présente sur le marché des montres d'entrée de gamme avec plusieurs coloris (plus de 500 références dont la majorité des parties sont en plastique et silicone)[réf. souhaitée]. Les montres Ice-Watch sont dessinées à Bastogne (Belgique), le mécanisme provient du fabricant japonais Miyota, la production et l’assemblage se fait à Shenzhen, en Chine.

### Stratégie marketing

#### Partenariats
La marque Ice-Watch possède des modèles de montres avec Pantone, ainsi qu'avec le constructeur automobile, BMW (pilote Marco Wittmann). En 2016, la marque devient le chronométreur officiel du Vendée Globe 2016-2017, au départ de la baie des Sables-d'Olonne.

#### Placements de produits
L'entreprise Ice-Watch passe également des contrats avec des personnalités : Florent Manaudou (mai 2012),, David Guetta,, les Black Eyed Peas,, Katy Perry, No Doubt, Jennifer Lopez, etc.

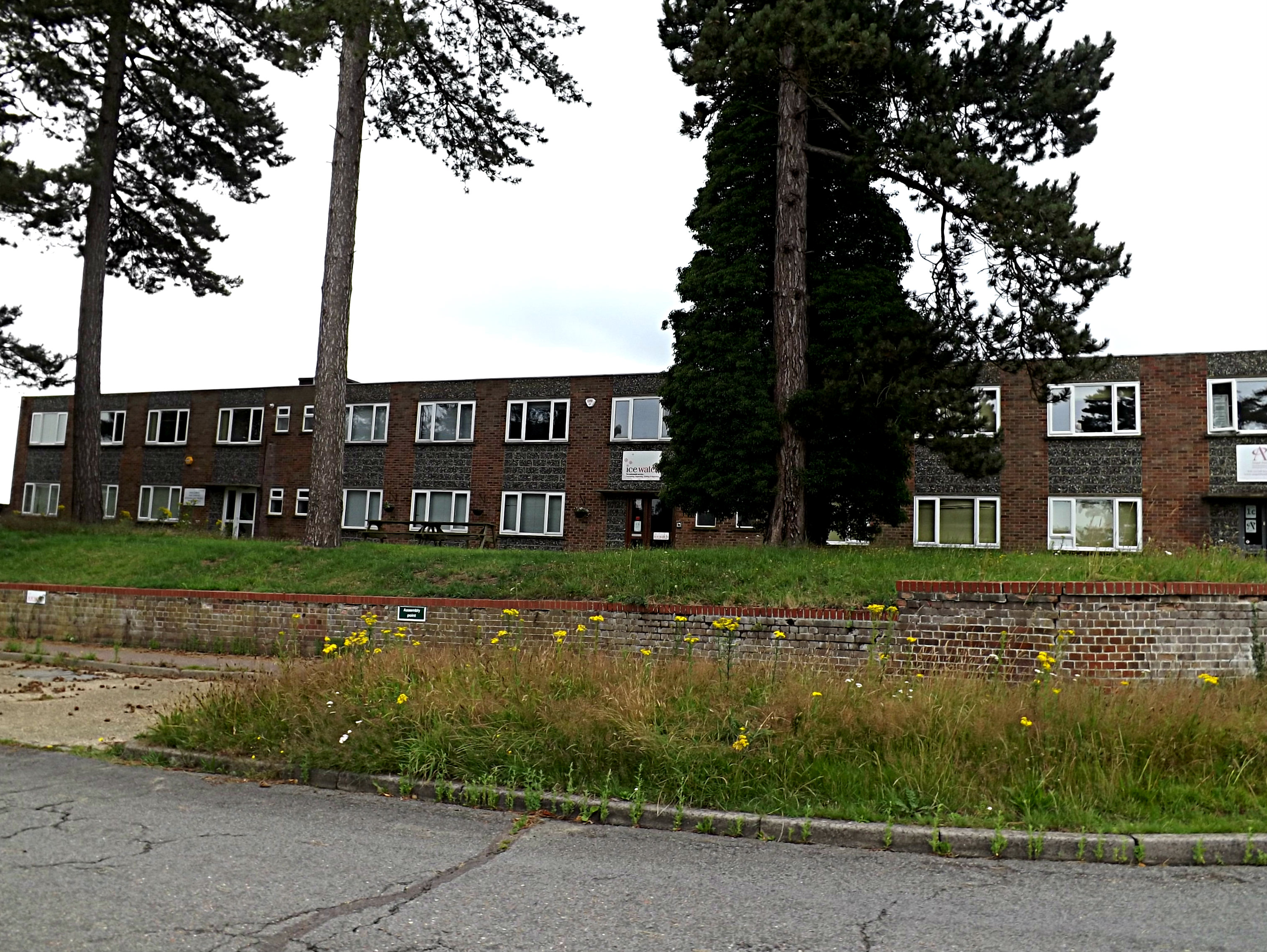
Ice Watch Ltd, Saxmundham
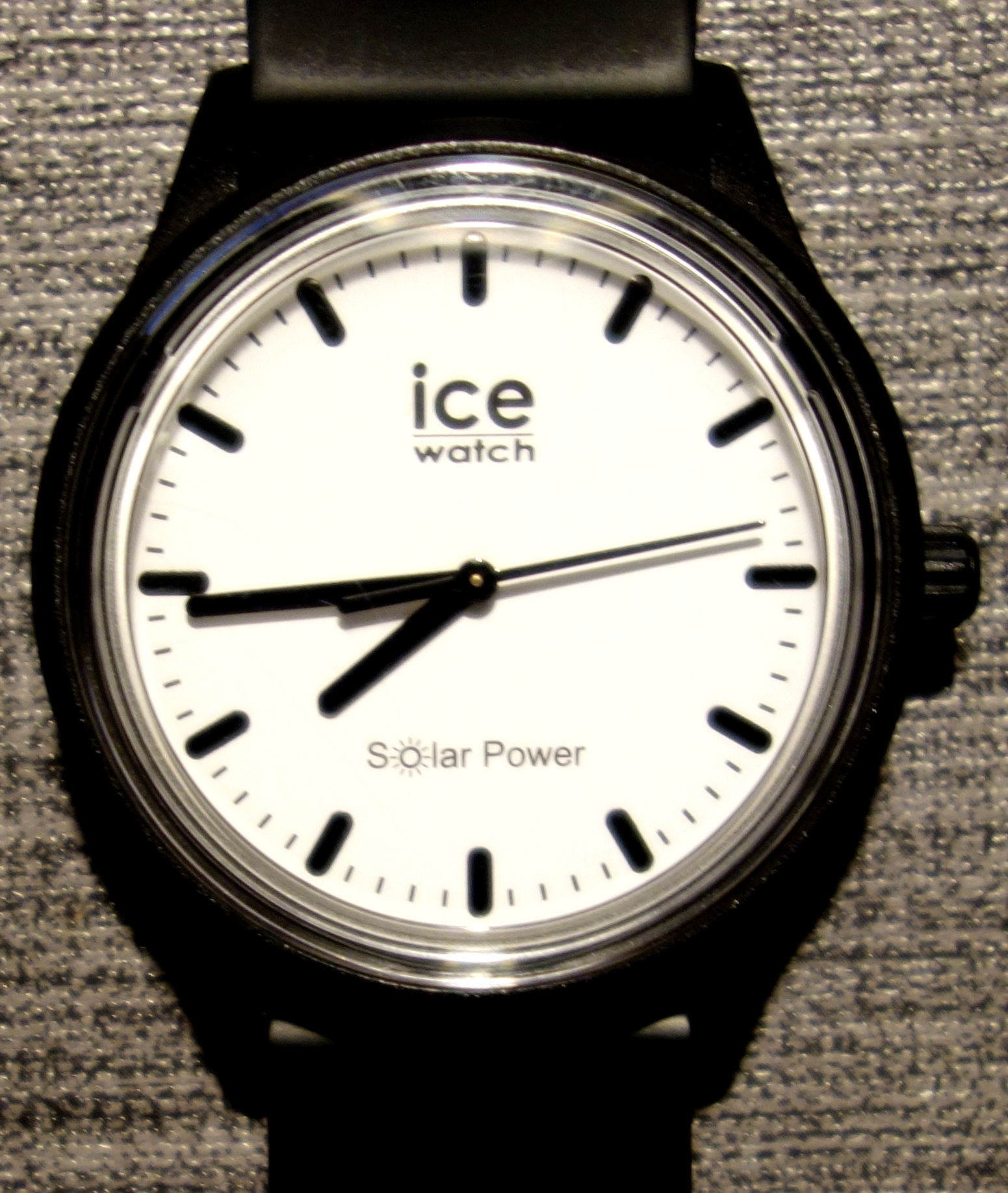
Ice watch Solar
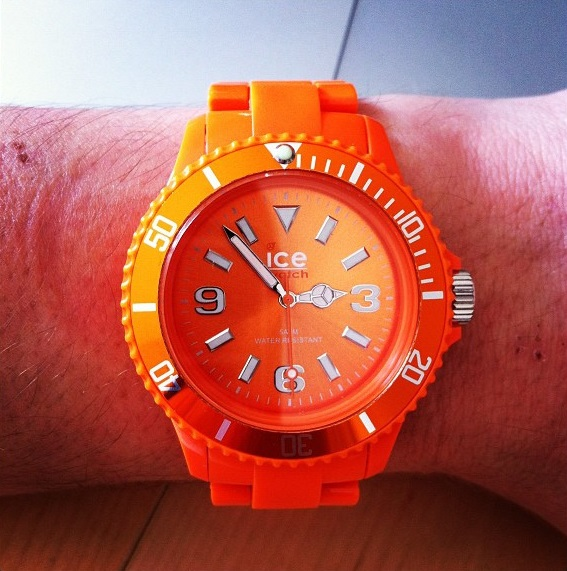
Ice watch